# H.G. Miedemagemaal

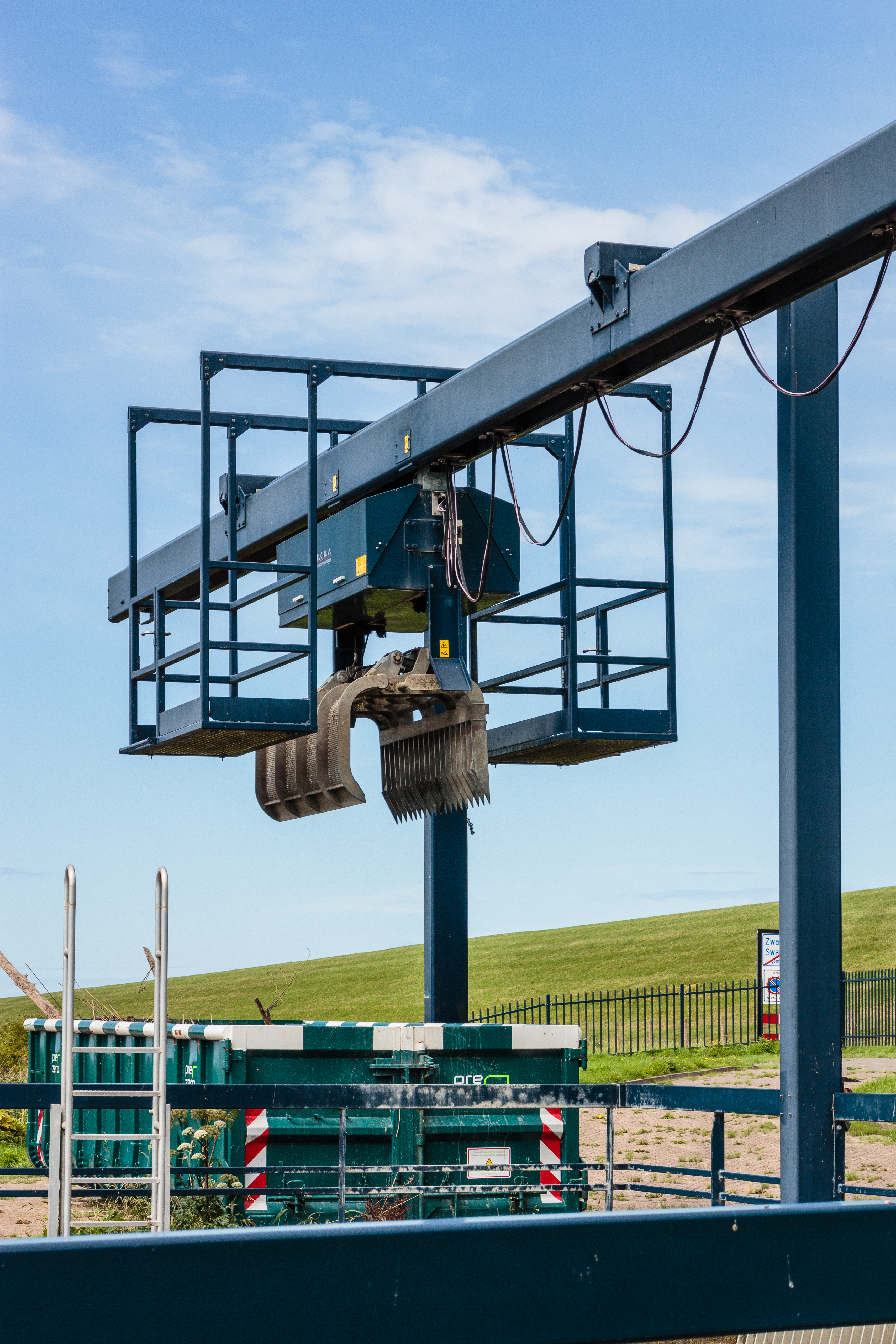
Vuilgrijper

Het H.G. Miedemagemaal is een gemaal bij Zwarte Haan in de Nederlandse provincie Friesland.
Het gemaal Zwarte Haan is gebouwd in 1973. In 1992 werd ter gelegenheid van het afscheid van de voorzitter Henk Miedema van het waterschap Noardlik Westergoa (1971-1996) het gemaal omgedoopt tot H.G. Miedemagemaal.
Het bouwwerk bemaalt het deelsysteem Zwarte Haan, dat via de Koude Vaart en de Blikvaart indirect in verbinding staat met de Friese boezem. Het loost het water op de Waddenzee. De afvoercapaciteit van het gemaal is 700 m3 per minuut. In 2015 is het gemaal gerenoveerd. Er werd een vispassage aangelegd en de pompen werden aangepast.

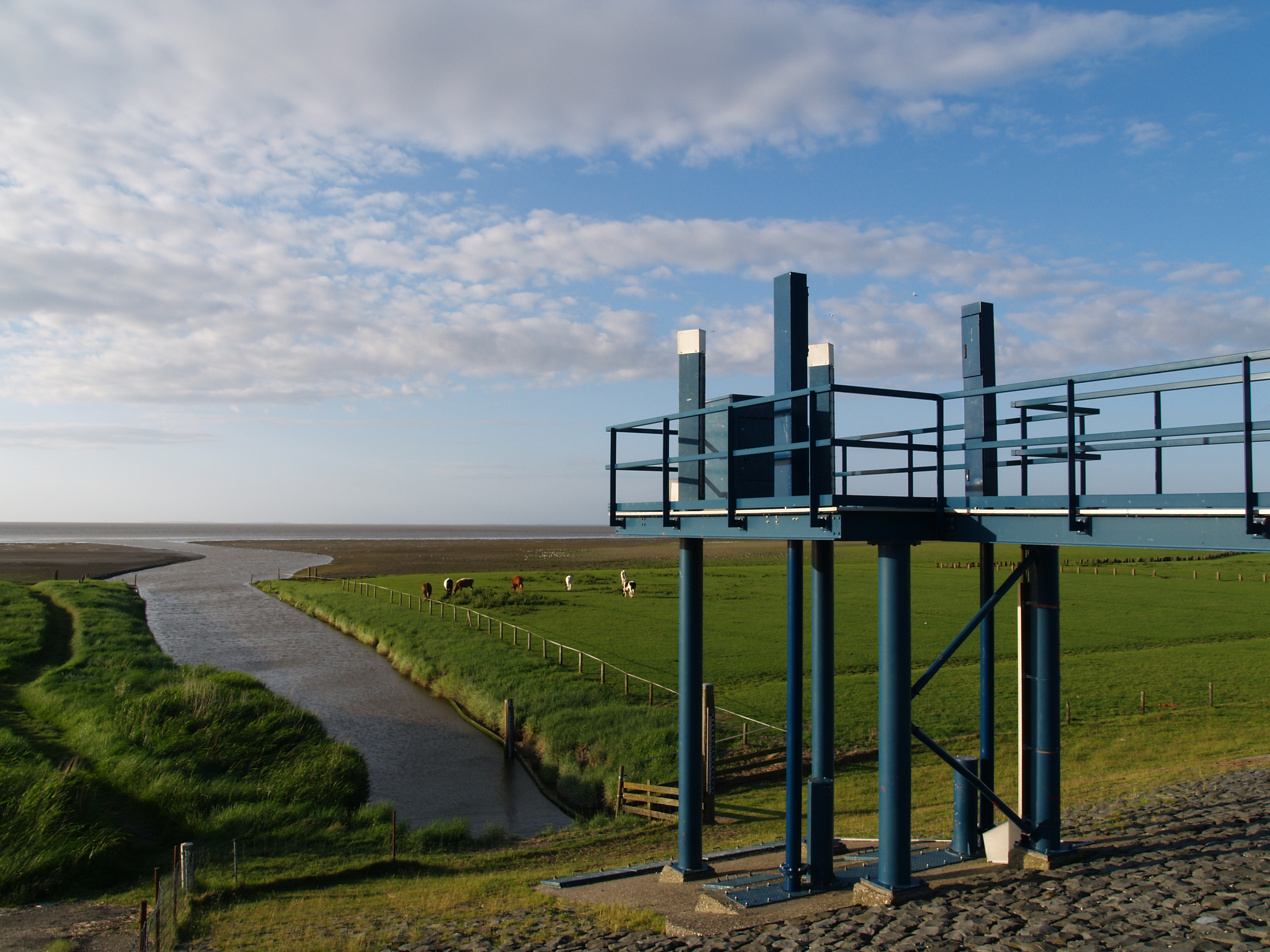
Afwateringskanaal
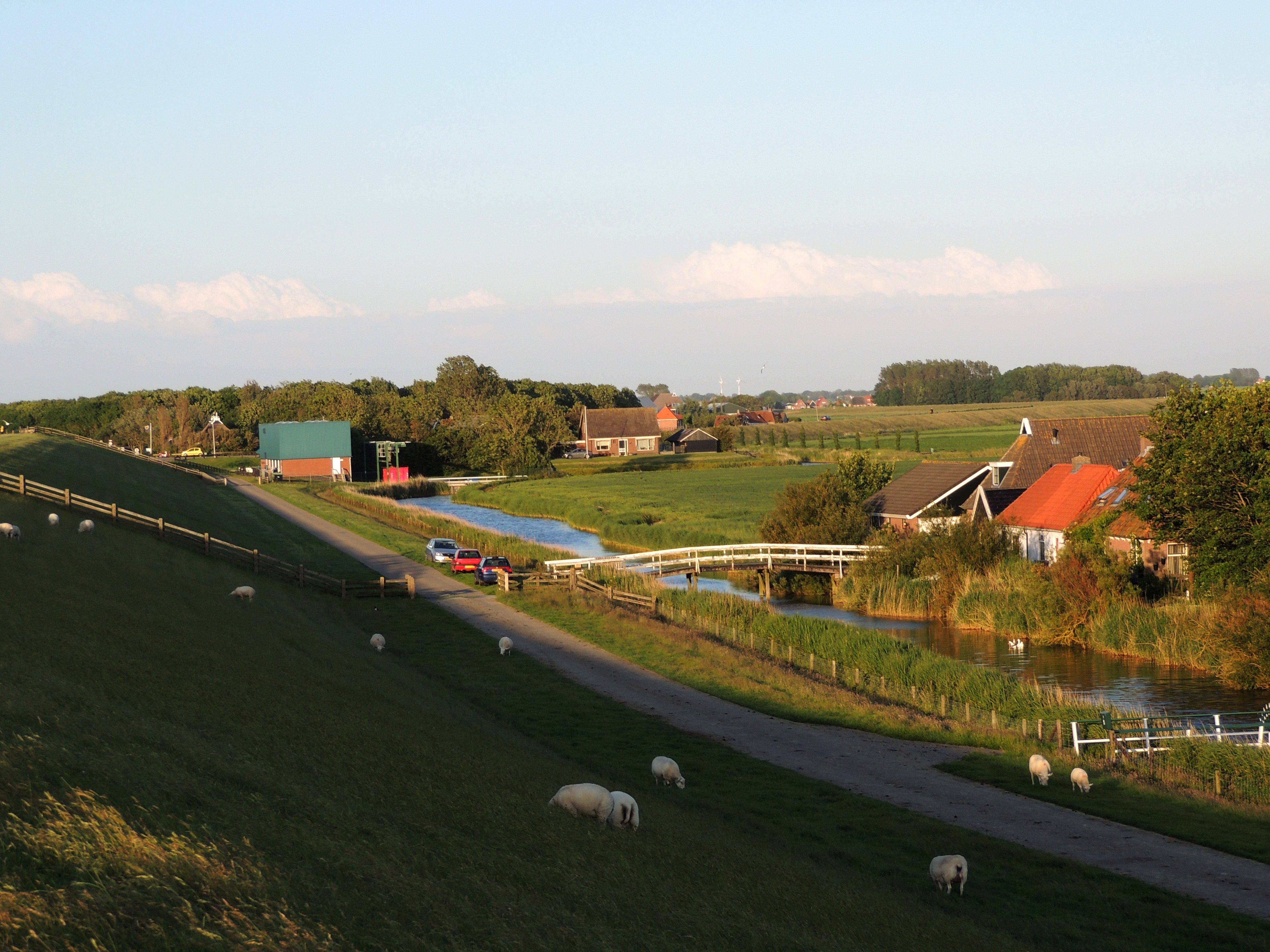
Het gemaal aan de Zeedijk
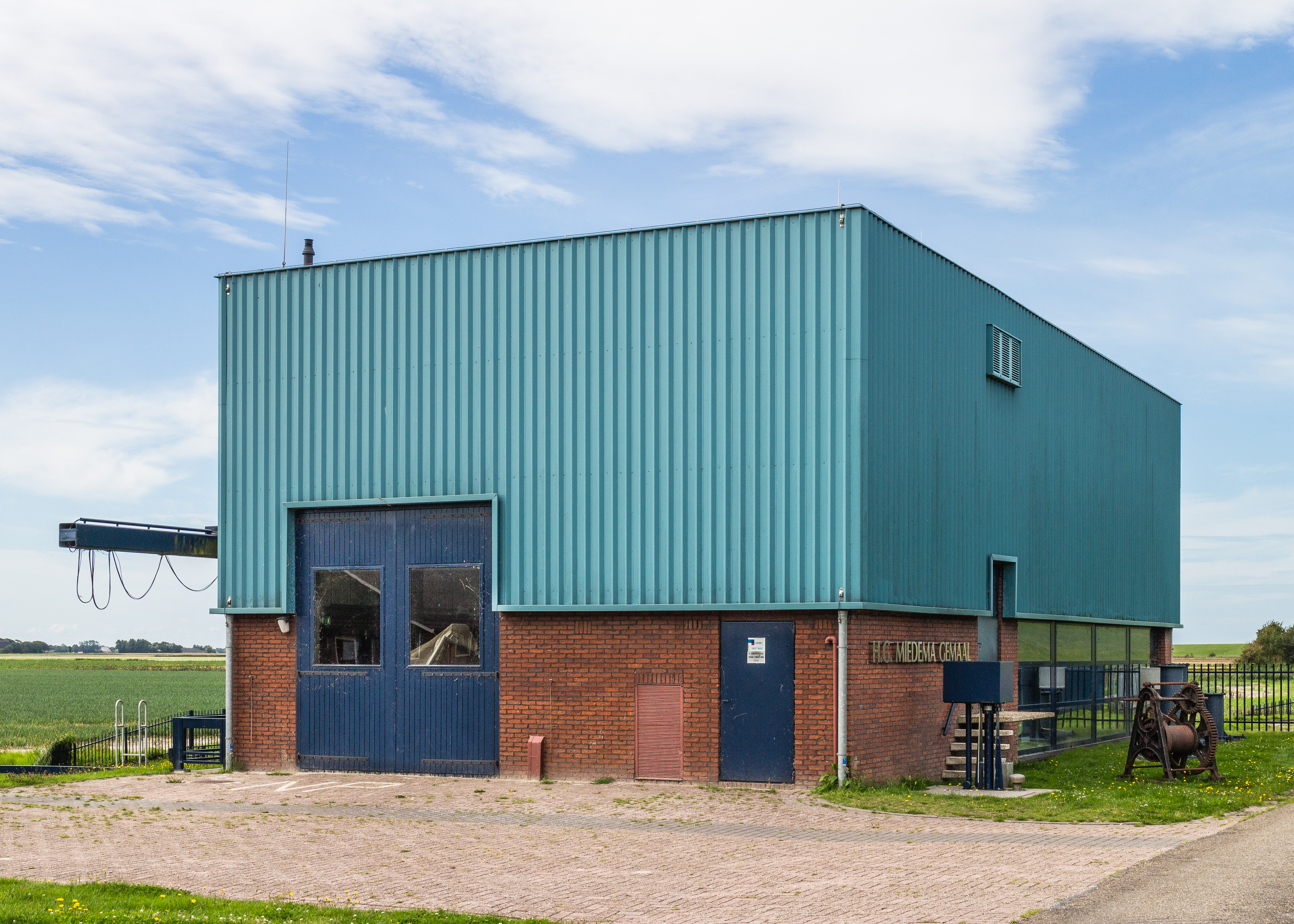
Gemaal (2023)

- Vuilgrijper